# 韦索勒和拉佩尔
韦索勒和拉佩尔（法語：Versols-et-Lapeyre，法語發音：[vɛʁsɔl e lapɛʁ]）是法国阿韦龙省的一个市镇，属于米约区。

## 地理
韦索勒和拉佩尔（43°53'38"N, 2°56'43"E）面积27.95 平方千米，位于法国奧克西塔尼大區阿韦龙省，该省份为法国南部内陆省份，位于法國中央高原南部，北起顺时针与康塔爾省、洛泽尔省、加尔省、埃罗省、塔恩省、塔恩-加龙省和洛特省接壤。
与韦索勒和拉佩尔接壤的市镇（或旧市镇、城区）包括：日萨克、聖阿夫里克、索尔格河畔圣费利克斯、圣让和圣保罗。

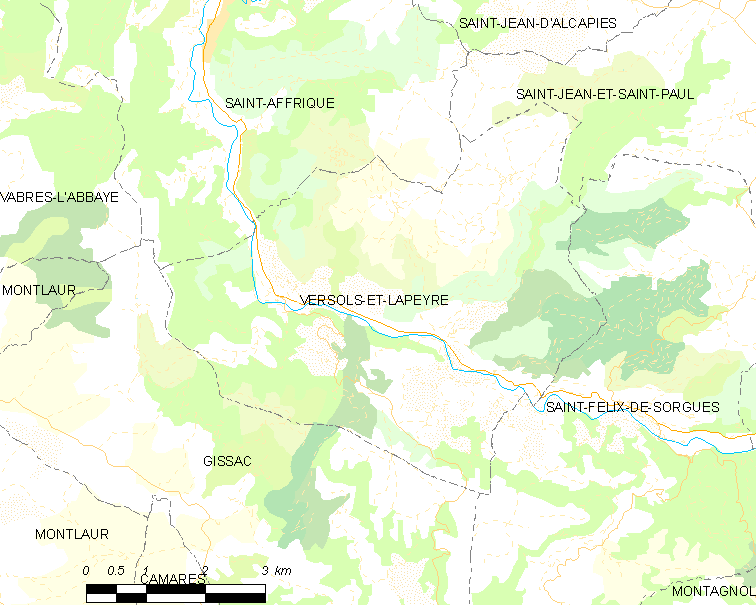
韦索勒和拉佩尔的OSM定位图

韦索勒和拉佩尔的时区为UTC+01:00、UTC+02:00（夏令时）。

## 行政
韦索勒和拉佩尔的邮政编码为12400，INSEE市镇编码为12292。

## 政治
韦索勒和拉佩尔所属的省级选区为圣阿夫里克县。

## 人口

1962-2008年间韦索勒和拉佩尔人口变化图示

韦索勒和拉佩尔于2022年1月1日时的人口数量为419人。